# Дедалеопсис северный
Дедалео́псис се́верный (лат. Daedaleopsis septentrionalis) — вид грибов, входящий в род Дедалеопсис (Daedaleopsis) семейства Полипоровые (Polyporaceae).
Характерными признаками вида являются постоянно отчётливо пластинчатый гименофор и произрастание почти исключительно на древесине берёзы.

## Биологическое описание
Плодовые тела однолетние, шляпочные, плоские, одиночные или черепитчато налагающиеся, половинчатые до почковидных, до 7 см длиной и до 4 см шириной, жёсткие, с острым волнистым краем. Верхняя поверхность плоская до слабо выпуклой, с многочисленными концентрическими зонами, окрашенными в различные оттенки коричневого. Мёртвые плодовые тела становятся почти белыми, у основания темноватые.
Гименофор радиально пластинчатый, пластинки разветвлённые, до 2,5 см шириной, окрашенные в коричневатые тона.
Мякоть бледно-коричневая до древесного цвета, со слабо выраженными концентрическими зонами.
Споры цилиндрические, гладкие, бесцветные, 9—11×2—2,5 мкм. Гифальная система тримитическая. Цистиды отсутствуют.

## Ареал и экология
Широко распространённый вид в Северной Европе, а также в Сибири. Встречает почти исключительно на древесине берёзы, единично отмечен на ольхе серой и рябине обыкновенной.

## Систематика

### Синонимы
- Cellularia septentrionalis (P.Karst.) Kuntze, 1898
- Gloeophyllum septentrionale (P.Karst.) P.Karst., 1882
- Ischnoderma septentrionale (P.Karst.) Zmitr., 2001
- Lenzites septentrionalis P.Karst., 1866basionym
- Lenzitina septentrionalis (P.Karst.) P.Karst., 1889